# Die Sache mit der Wahrheit
Die Sache mit der Wahrheit ist ein Fernsehfilm von Sibylle Tafel; mit Christiane Paul, Jule Ronstedt, Johannes Zeiler und Lorenz Weh in den Hauptrollen.

## Handlung
Michelle lässt ihren Freund Bruno glauben, dass sie als Stewardess durch die Welt fliegt, obwohl sie in Wahrheit Kellnerin in einem Münchner Wirtshaus ist. Auf der Straße trifft sie zufällig ihre ehemalige WG-Mitbewohnerin Doro wieder, die als Friseurin mit ihrem Mann, einem Polizisten, und Kind im gediegenen Wolfratshausen lebt. Obwohl sich die Freundinnen 20 Jahre nicht mehr gesehen haben, ist sofort eine große Nähe da; und sie beschließen daher, gemeinsam ein paar Tage zu verbringen. Nach heiterem Beginn werden jedoch schon bald Lebenslügen und falsche Erwartungen sichtbar, die sie auf dramatische Weise zur Auseinandersetzung mit ihren jeweiligen Lebenskonzepten zwingen.

## Produktion
Der Film wurde von ARD Degeto und Eyeworks produziert. Obwohl der Film in Wolfratshausen spielt, wurde er aus produktionstechnischen Gründen in Bad Tölz, Erding, München und Schäftlarn gedreht.

## Kritiken
Der Filmdienst bezeichnet den Film als „originell konstruiertes (Fernseh-)Drama über die fatalen Auswirkungen von Lebenslügen“. TV Spielfilm meint, dass das Drama sich zu einem „unerwartet einfühlsamen und ernsthaft gespielten Stück über Freundschaft, Lügen, Moral und eine handfeste Erkrankung“ entwickle. Die Berliner Morgenpost berichtet, dass Hauptdarstellerin Christiane Paul, die auch ausgebildete Ärztin ist, zur Vorbereitung auf ihre Rolle Fachliteratur zum Thema Pseudologie gelesen und mit einem Psychiater über diese pathologische Störung gesprochen habe. Für das Medienmagazin Pro ist der Film „Alles in allem 90 Minuten spannende und abwechslungsreiche Unterhaltung.“